# Германські мови

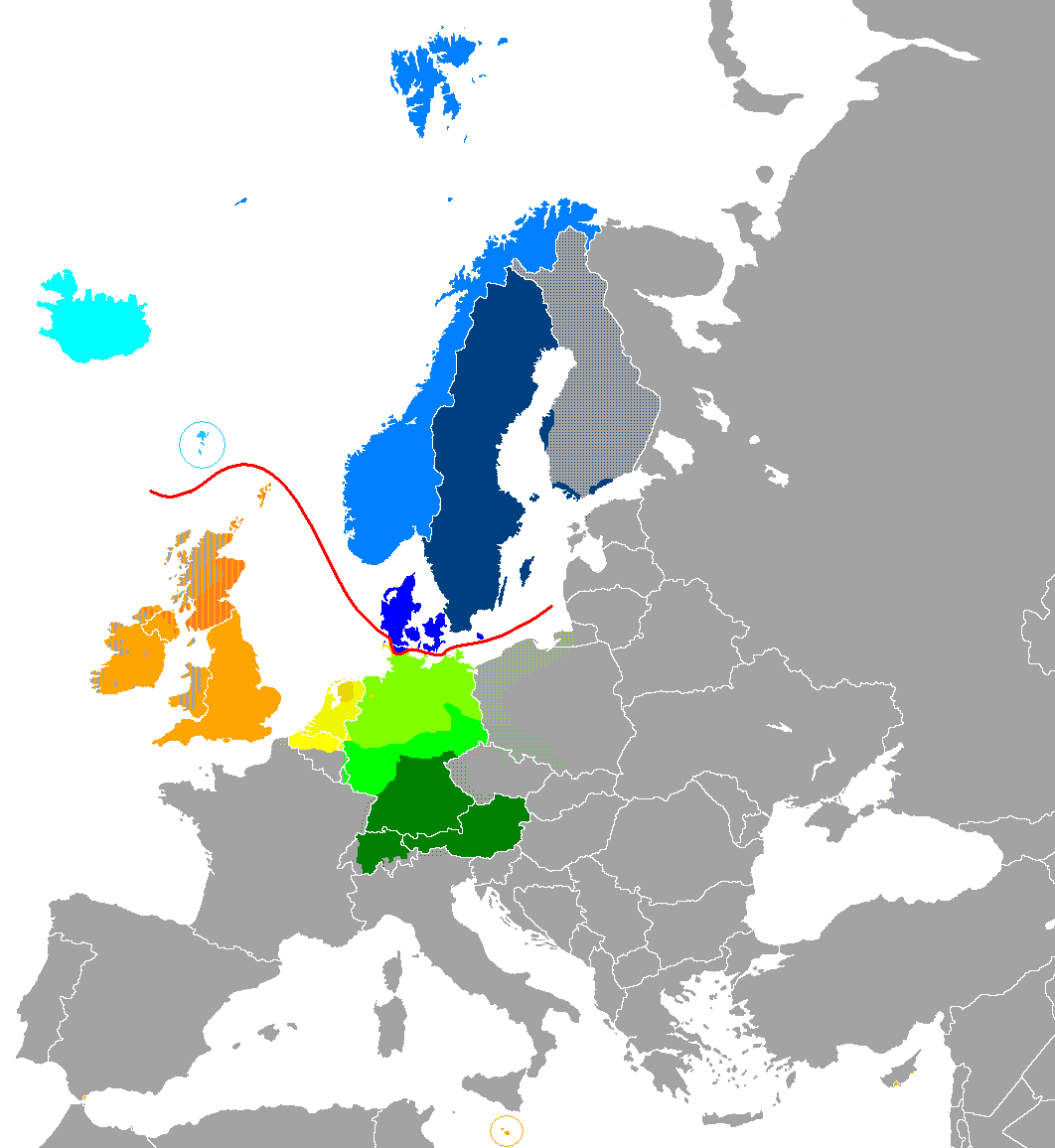
Розповсюдження германських мов в Європі:
Західногерманські мови
Нідерландська
Нижньонімецька
Центральнонімецька (Верхньонімецька, Західногерманська)
Південнонімецька
Англійська
Шотландська
Фризька
Скандинавські мови (Північногерманські)
Данська
Ісландська
Норвезька
Фарерська
Шведська
Межа між північногерманською та західногерманською групами

Герма́нські мо́ви (нім. Germanische Sprachen, нід. Germaanse talen, англ. Germanic languages, шотл. Cànanan Gearmailteach, фриз. Germaanske talen, дан. Germanske sprog, ісл. Germönsk tungumál, норв. Germanske språk, фар. Germansk mál, швед. Germanska språk) — група споріднених мов, що належать до індоєвропейської мовної родини. Мови германської групи у спілкуванні використовують понад 550 мільйонів людей. Найпоширеніші з них — англійська та німецька.

## Класифікація
Германські мови традиційно поділяються на три підгрупи:

### Північна підгрупа
Також відома, як скандинавська підгрупа. До її складу входять шведська мова та її діалекти (ґетамол, норлендска, ельвдалск т. і.), данська мова, норвезька офіційна мова та її діалекти (букмол, нюношк, ріксмол, трендешк, нордношк і т. д.), ісландська, фарерська мови.

### Західна підгрупа
Мовами, що належать до цієї групи є англійська, фризька, люксембурзька, нідерландська, німецька, їдиш, африкаанс. З мертвих мов — франкська, давньоанглійська, давньоверхньонімецька, йола, середньоанглійська, середньоверхньонімецька, середньонижньонімецька, середньонідерландська.

### Східна підгрупа
До цієї підгрупи належать згаслі германські мови — готська, бургундська, вандальська, гепідська, герульська мови.

## Вивчення
Наука, що займається вивченням германських мов, зветься германська філологія або германістика.

## Історія
Область первісного формування германських племен — південь Скандинавії, півострів Ютландія та Шлезвіг-Гольштейн: далі вони розвивалися на тлі численних міграцій їх носіїв, особливо в II—V ст., в епоху «великого переселення народів».

## Особливості
Характерні особливості германських мов порівняно з іншими індоєвропейськими: динамічний наголос на першому (кореневому) складі слова, редукція ненаголошених складів, спільногерманський зсув приголосних, широкий ужиток внутрішньої флексії (аблаута або чергування голосних) як морфологічного засобу (анг. tooth — teeth), 2 відміни прикметників — сильна й слабка тощо.
Для германських мов властиве протиставлення коротких і довгих голосних: в усіх германських мовах, крім шведської, наявні дифтонги (від 3 в німецькій до 26 дифтонгів у фризькій). Кінцевий редукований голосний наявний в усіх германських мовах. Глухі змичні [p], [t], [k], вимовляють з придиханням (крім нідерландської та африкаанса).
До специфічних звукових рис належать міжзубні [θ], [ð] в англійській; альвеолярні [t], [d] в англійській і німецькій, какумінальні [ʈ], [ɖ] у шведській і норвезькій; носові голосні й дифтонги в африкаансі та фризькій; брак змичного [g] в нідерландській і африкаансі; твердий приступ (кнаклаут) в німецькій і нідерландській, змісторозрізняльний музичний наголос у норвезькій і шведській; поштовх (стед) у данській; довгість наголошеного складу (скандинавські мови, крім данської).
Для граматичної будови германських мов властива тенденція до аналітизму, флексія найзбереженіша в ісландській і фарерській. Відмінків: 4 (німецька, ісландська, фарерська) або 2 (крім африкаанса); родів: 3 (німецька, норвезька, ісландська, фарерська, їдиш) або 2 (крім англійської і африкаанса). Артиклі є в усіх германських мовах (крім ісландської, фарерській, де немає неозначеного артикля). Для дієслова істотний спосіб утворення минулого часу: сильні (неправильні) дієслова утворюють його аблаутом, слабкі (правильні) — суфіксом.
Система часів налічує: презенс, претерит, перфект, плюсквамперфект, майбутній І і II, майбутній у минулому І і II. Найбільше часових форм (16) в англійській мові (у тому числі особливі тривалісні форми), найменше (6) в данській та африкаансі. Є категорії стану, способу, особи. Найповніше особові закінчення збереглися в німецькій, ісландській, слабкіше — у нідерландській, фарерській, англійській, фризькій. Порядок слів у простому реченні — переважно SPO (підмет-присудок-додаток); інверсія наявна при емфазі, а також у питальних, спонукальних і підрядних реченнях.
У словнику питому германську основу найповніше зберегла ісландська мова, де майже немає запозичень. Ранні запозичення — з кельтських, латини, грецької; пізні — з латини й французької (останні найчисленніші в англійській). Словник скандинавських мов (крім ісландської) у 14-15 ст. зазнав великого впливу нижньонімецької мови (Ганза).
Найдавніші письмові пам'ятки написані рунічним письмом (3 періоди від 8 до 13 ст.) і готським алфавітом (4 ст.). Латинське письмо з'явилося з запровадженням християнства в Англії від 7 ст., Німеччині з 8 ст., скандинавських країнах з 11 ст. (Ісландія, Норвегія) та з 13 ст. (Швеція, Данія).

## Міжнародне значення
За останні 300 років германські мови досягли міжнародного поширення і в наш час є державними більш ніж в 70 країнах, зокрема нідерландська — у п'яти, німецька — в шести, а англійська — у п'ятдесяти чотирьох країнах.
Англійська також одна з шести мов Генеральної Асамблеї ООН. Англомовні країни виробляють до 1/3 світової промислової продукції. Англійською мовою написано понад 40 % книжок, які щороку перекладають у світі (перше місце у світі). Щорічні англомовні переклади наукової та художньої літератури виносять до 8 % загальної кількості перекладених назв книжок (третє місце у світі після іспаномовних (14 %) і німецькомовних (10 %) перекладів). Англійська панує в комп'ютерних технологіях, в інтернеті, є найпоширенішою мовою телеграфних агенцій, — усе це зумовлює її провідну роль у новому процесі глобалізації людської культури. Фактично за останні півстоліття англійська стала неофіційною світовою міжнародною мовою.

## Запозичення до української мови
Найдавніші українські запозичення з германських мов прийшли з мови готів і належать до праслов'янської доби. Від 300-річного перебування готів у Подніпров'ї збереглися такі слова: шати, мито, шолом, меч (за однією з версій), полк, скло, дошка, виноград, бук, редька, осел, кіт, лев, верблюд, шеляг, лихвар, хижа, хлів, хліб, колодязь (за однією з версій), купувати, очевидно — князь. Від вікінгів засвоєні слова: жебрак, стяг, варяг, щогла, пуд, гатка, гатити, скарб, майстер тощо. Значно пізніше зі скандинавських мов запозичено ще фйорд, троль, гейзер, тунгстен.
За тривалий час поширення магдебурзького права в містах України з німецької мови прийшли такі широко вживані слова як: дах, фах, льох, цвях, ланцюг, кавал, пампуха, ґніт, нирка, панчохи, рада, радити, мусити, дякувати, трапити, рятувати, друк, друкувати, малюнок, малювати, ґвалт, ґвалтувати, танцювати, ліхтар, вантаж, кухня, мандри, мандрувати, рахувати, карбувати, шухляда, казарма, шалька, шріт, дратва, дріт, штамп, шлунок, ринок; пізніше — шніцель, гамбургер, ерзац. Через тривале проживання німецьких колоністів в Україні досі трапляються прізвища німецького походження: Нейгауз, Вольгемут, Меєр та ін. Через російське посередництво засвоєно нідерландські слова: шторм, гавань, верф, борт, матрос, каюта, швабра, залп, кран, трос, дамба, брезент, штат, стелаж, манекен, картуз, штахети, лотерея, вафлі, яхта. З фризької мови — фрахт і бак.
Дедалі ширшим потоком до української мови приходять англійські запозичення: футбол, гол, чек, сейф, бізнес, інтерв'ю, труси, джинси, фольклор, вагон, трамвай, вокзал, клуб, кекс. В останні роки — комп'ютер, інтернет, дилер, брокер, менеджер і десятки інших.